# Лани
Лани (на чешки: Lány) е село в Средночешки край, на 35 км западно от Прага, по пътя за Карлови Вари. В превод името означава „обширни поля“. Днес селото наброява 1610 жители.
Главната забележителност е замъкът, превърнат в резиденция на президентите на Чехословакия и на Чехия. Тук е работил и е погребан първият президент на Чехословакия Томаш Масарик.

## История
Първите писмени сведения за селището датират от 1392 година като имение с дървени укрепления на рицаря Хашек от Лани. По-късно, в края на 16 век, имението става собственост на император Рудолф II, който го преустройва в ренесансов стил и му служи като лятна ловна резиденция. През следващите векове замъкът преминава във владение на различни родове от чешката и австрийската аристокрация и е преустройван многократно.
През 1921 г. замъкът е откупен и реконструиран от чехословашката държава и е превърнат в лятна президентска резиденция. Бил е любимо място на Томаш Масарик. След оттеглянето му от президентския пост през 1935 г. му е позволено да обитава замъка със семейството си. Тук се намира и неговата гробница.

## Следващи президенти
По време на нацистката окупация през Втората световна война замъкът е седалище на протекторатния президент Емил Хаха.
Комунистическите президенти Клемент Готвалд, Антонин Запотоцки, Антонин Новотни, Лудвик Свобода и Густав Хусак избягват резиденцията и не я използват.
През 1989 г. замъкът се използва от демократичните президенти Вацлав Хавел и Вацлав Клаус, включително и за посрещане на високопоставени чуждестранни политици.
Замъкът не е отворен за посещения, с изключение на прилежащия парк.

## Други забележителности
- Музей на спортните автомобили
- Резерват
- Музей на Т. Г. Масарик (филиал)